# Kanaren-Austernfischer
Der Kanaren-Austernfischer (Haematopus meadewaldoi), auch als Kanarischer Austernfischer bezeichnet, ist ein ausgestorbener Watvogel, der auf den östlichen Kanarischen Inseln vorkam. Das Artepitheton ehrt den britischen Ornithologen Edmund Meade-Waldo.

## Merkmale
Der Kanaren-Austernfischer erreichte eine Größe von 40 bis 45 cm. Er sah dem Schwarzen Austernfischer (Haematopus moquini) sehr ähnlich, hatte jedoch kleinere Flügel, einen schlankeren Lauf und einen längeren Schnabel. Das Gefieder war allgemein glänzend schwarz mit einem weißen Fleck an der Basis der Innenfahnen der Handdecken. Die Iris war rot, der Augenring war orange, der Schnabel zinnoberrot mit einer helleren Spitze. Die Beine und Füße waren dunkelrosa, die Krallen waren elfenbeinfarben.

## Systematik
David Armitage Bannerman beschrieb den Kanaren-Austernfischer 1913 als Haematopus niger meade-waldoi. Da Haematopus niger bereits 1787 für Johann Friedrich Gmelins Scolopax nigra präokkupiert war, schlug Ernst Hartert 1921 den Namen Haematopus unicolor meadewaldoi vor. 1934 wurde er von James Lee Peters als Haematopus ostralegus meadewaldoi neuklassifiziert. 1962 wurde er von Bannerman als Unterart des Schwarzen Austernfischers (Haematopus moquini) eingestuft. 1982 stellte der Ornithologe Phil Hockey dar, dass sich der Kanaren-Austernfischer vom Schwarzen Austernfischer unterscheidet und erhob den Kanaren-Austernfischer in den Artstatus.

## Lebensweise
Seine Eier waren kleiner als die des Schwarzen Austernfischers.

## Aussterben
Zwischen 1828 und 1830 wurde der Kanaren-Austernfischer zuerst von Philip Barker Webb und Sabin Berthelot an den Küsten von La Graciosa, Lanzarote und Fuerteventura beobachtet. Edmund Meade-Waldo, der diese Art in ornithologischen Kreisen bekannt machte, fing 1893 gemeinsam mit Henry Baker Tristram drei Exemplare. Im selben Zeitraum wurden zwei weitere Exemplare von einem örtlichen Sammler namens Ramón Gómez gesammelt. Das nachweislich letzte bekannte Exemplar wurde im Juni 1913 von David Armitage Bannerman erlegt. Örtlichen Berichten von Fischern und Leuchtturmwärtern zufolge, starb der Kanaren-Austernfischer vermutlich gegen 1940 aus. Nachdem es zwischen 1968 und 1981 vier unbestätigte Sichtungen (zwei von Teneriffa und zwei vom Senegal) gab, wurde Mitte der 1980er Jahre eine umfangreiche Suche nach dieser Art durchgeführt. Diese scheiterte jedoch und seit 1994 wird der Kanaren-Austernfischer von der IUCN offiziell als ausgestorben gelistet.
Die Übererntung von wirbellosen Tieren in der Strandzone und die Störung durch den Menschen waren vermutlich der Hauptgrund für sein Verschwinden. Daneben haben wohl auch die Nachstellung durch Ratten und Katzen eine wichtige Rolle gespielt.

## Einzelbelege
1. ↑  J. F. Gmelin: Systema naturae I, 2, 1787, S. 659
2. ↑  Ernst Hartert: 	
Die Vögel der paläarktischen Fauna, 1921, S. 2213
3. ↑  Peters, James Lee: Checklist of the Birds of the World Volume II Galliformes, Gruiformes, Charadriiformes, Cambridge, Harvard University Press, 1934, S. 233
4. ↑  Hockey, P. A. R. 1982. The taxonomic status of the Canary Islands Oystercatcher Haematopus (niger) meadewaldoi. In: Bulletin of the British Ornithologists’ Club 102:S 77-83
5. ↑   Delany et al., S. 41